# Jana Pospíšilová
Jana Pospíšilová (Kostelec u Křížků, 23 maart 1970) is een voormalig tennisspeelster uit Tsjechië.

## Loopbaan
In 1986 nam ze als lid van het winnende Tsjecho-Slowaakse team deel aan de Junior Davis Cup. Op Roland Garros 1987 speelde ze de finale van het meisjestoernooi, dat ze verloor van Natallja Zverava.
In 1988 en 1989 speelde ze zevenmaal voor Tsjecho-Slowakije op de Fed Cup – zij behaalde daar een winst/verlies-balans van 5–2.
Pospíšilová speelde op alle grandslamtoernooien, zowel in het enkel- en dubbelspel als in het gemengd dubbelspel, maar kwam nooit verder dan de tweede ronde. In het WTA-circuit, waaraan zij sinds 1988 deelnam, speelde zij tweemaal een finale, die zij beide verloor. In het enkelspel bereikte zij in december 1988 de finale van het WTA-toernooi van Adelaide, waar haar landgenote Jana Novotná te sterk voor haar was. In september 1990 bereikte zij de dubbelspelfinale van het WTA-toernooi van Athene, samen met landgenote Leona Lásková.

## Posities op deWTA-ranglijst
Positie per einde seizoen:
| jaar | rang enkelspel | rang dubbelspel |
| ---- | -------------- | --------------- |
| 1986 | 525            | 266             |
| 1987 | 216            | 221             |
| 1988 | 50             | 104             |
| 1989 | 71             | 112             |
| 1990 | 165            | 101             |
| 1991 | 222            | 130             |
| 1992 | 222            | 139             |
| 1993 | 358            | 214             |
| 1994 | 325            | 196             |
| 1995 | 420            | 171             |
| 1996 | 208            | 264             |
| 1997 | 299            | 174             |
| 1998 | 720            | 578             |

## Palmares
| Legenda                |
| ---------------------- |
| Grandslamtoernooi      |
| Olympische Spelen      |
| Year-End Championships |
| Tier I                 |
| Tier II                |
| Tier III               |
| Tier IV & V            |

### WTA-finaleplaatsen enkelspel
| nr.              | finale     | toernooi     | ondergrond | tegenstandster | score    |
| ---------------- | ---------- | ------------ | ---------- | -------------- | -------- |
| gewonnen finales |            |              |            |                |          |
| geen             |            |              |            |                |          |
| verloren finales |            |              |            |                |          |
| 1.               | 1988-12-04 | WTA Adelaide | hardcourt  | Jana Novotná   | 5-7, 4-6 |

### WTA-finaleplaatsen vrouwendubbelspel
| nr.              | finale     | toernooi   | ondergrond | partner       | tegenstandsters               | score         |
| ---------------- | ---------- | ---------- | ---------- | ------------- | ----------------------------- | ------------- |
| gewonnen finales |            |            |            |               |                               |               |
| geen             |            |            |            |               |                               |               |
| verloren finales |            |            |            |               |                               |               |
| 1.               | 1990-09-16 | WTA Athene | gravel     | Leona Lásková | Laura Garrone Karin Kschwendt | 0-6, 6-1, 6-7 |

## Resultaten grandslamtoernooien
| Legenda | Legenda                          |
| ------- | -------------------------------- |
| g.t.    | geen toernooi gehouden           |
| l.c.    | lagere categorie                 |
| –       | niet deelgenomen                 |
| G       | uitgeschakeld in de groepsfase   |
| 1R      | uitgeschakeld in de eerste ronde |
| 2R      | uitgeschakeld in de tweede ronde |
| 3R      | uitgeschakeld in de derde ronde  |
| 4R      | uitgeschakeld in de vierde ronde |
| KF      | uitgeschakeld in de kwartfinale  |
| HF      | uitgeschakeld in de halve finale |
| F       | de finale verloren               |
| W       | het toernooi gewonnen            |
| w-v     | winst/verlies-balans             |

### Enkelspel
| toernooi        | 1988 | 1989 | 1990 | 1991 |
| --------------- | ---- | ---- | ---- | ---- |
| Australian Open | –    | –    | 2R   | 1R   |
| Roland Garros   | 2R   | 2R   | 1R   | –    |
| Wimbledon       | –    | 1R   | 1R   | –    |
| US Open         | –    | 1R   | 1R   | –    |

### Vrouwendubbelspel
| toernooi        | 1988 | 1989 | 1990 | 1991 | 1992 |
| --------------- | ---- | ---- | ---- | ---- | ---- |
| Australian Open | –    | –    | 1R   | 1R   | –    |
| Roland Garros   | 2R   | 1R   | 1R   | 1R   | 1R   |
| Wimbledon       | –    | 1R   | 2R   | 1R   | –    |
| US Open         | –    | 1R   | 1R   | –    | –    |

### Gemengd dubbelspel
| toernooi        | 1989 | 1990 |
| --------------- | ---- | ---- |
| Australian Open | –    | –    |
| Roland Garros   | 2R   | –    |
| Wimbledon       | 1R   | 1R   |
| US Open         | –    | –    |